# La familia no se escoge
La familia no se escoge (título original: On ne choisit pas sa famille) es una película francesa de comedia de 2011, dirigida por Christian Clavier, que a su vez la escribió junto a Michel Delgado, musicalizada por Jean-Philippe Goude y Ramon Pipin, en la fotografía estuvo Pascal Ridao, los protagonistas son Christian Clavier, Jean Reno y Muriel Robin, entre otros. El filme fue realizado por Les Films du Kiosque, Ouille Productions y TF1 Films Production; se estrenó el 9 de noviembre de 2011.

## Sinopsis
Alex y Kim quieren adoptar a una nena de Tailandia. El inconveniente es que el gobierno de ese país no permite adoptar a una pareja de mujeres. Entonces, Alex recluta a su hermano, propietario de un concesionario al borde de la quiebra, este acepta a cambio de una gran ayuda monetaria, va a hacer el rol de esposo de Kim. Todo lo que hagan no será suficiente para parecer un matrimonio calificado.